# 東武デハ10系電車
東武デハ10系電車（とうぶデハ10けいでんしゃ）は、かつて東武鉄道に在籍した特急形電車。1935年（昭和10年）から1942年（昭和17年）にかけて新製されたデハ10形・クハ10形, デハ11形・クハ11形, デハ12形・クハ12形, デハ1201形各形式の総称である。
本項では本系列の増備車として位置付けられるクハ1201形についても併せて記述するとともに、本系列の一部を改造して登場した東武鉄道における戦後初の特急形電車モハ5310形・クハ350形について詳述する。

## 概要
全線電化や新線開通に伴う車両の増備は1929年（昭和4年）をもって一段落し、その後の輸送力増強は非電化時代に使用されていた客車の電車化によって賄われていた。その後、それまでは一般車で運用されていた日光方面への特急列車向けに、専用の新型車両を増備することとなり、新製されたのが本系列である。

### 車体
昭和2年 - 4年系の製造から6年の間隔が開いたこともあり、全くの新設計で新製されたその車体は、浅くなった屋根と大きめの窓、両側貫通構造となった半流形状の前面も相まって軽快な印象となった。ただし車体裾の切り込みは昭和2年 - 4年系より踏襲、またこの時期の鋼製車には珍しくトラス棒が使用されていて、屋上のお椀形ベンチレーターと共に洗練された印象をややスポイルしている感は否めない。車体寸法は最大長18,352mm、最大幅2,740mmであるが、増備車グループから最大長が300mm延長されている。
デハは両運転台車、クハは片運転台車であるが、右側片隅型運転台で運転室扉は片側にのみ設置され、全車トイレ装備という仕様は全車共通であった。窓配置は11D10D1d（d：乗務員扉, D：客用扉）である。
また、本系列の特徴の一つに特殊字体による切り文字車番表記（参考画像）が挙げられる。クロームメッキされた、他に例のない字体による切り文字の車番表記が側面中央に取り付けられており、これは後述の大改番を迎えるまでそのまま使われ続けた。
車内は特急用車両にふさわしくクロスシートを装備し、デハは車内主電動機点検蓋を設置する都合上、車端部のみロングシートであったが、クハは全席クロスシートとされている。室内灯は八角形のグローブが取り付けられたシャンデリア型で、車端部櫛桁部分には沿線案内図が設けられていた。

### 主要機器
電装品は全車共通で、本系列より全面的に国産の機器が採用された。
制御器は電動カム軸式MCH200、主電動機はHS266と日立製作所製のもので揃えられている。主電動機出力は110kWに増強され、以降の標準仕様となった。台車は住友金属工業製の鋳鋼組立型釣り合い梁式KS31・KS33、もしくは日本車輌製造製の帯鋼リベット組立型釣り合い梁式D-18を装備するが、後年台車振り替えが行われたため製造時の仕様と晩年のそれは一致しない車両が多い。
パンタグラフは日立製作所製KH-137を電動車に各2基搭載しており、常時2基とも上昇させて使用していた点は昭和2年 - 4年系に準じる。

## 各形式詳細
本系列は以下の5形式から成り立っており、製造年代及び用途別に仕様が異なる。以下、形式ごとにその詳細を述べる。

### デハ10形・クハ10形
- デハ1101 - 1103
- クハ1101 - 1103

1935年（昭和10年）に全6両が新製された。デハは日本車輌製造東京支店製、クハは汽車製造製である。当初はデハ101 - 103及びクハ101 - 103として落成したが、1937年（昭和12年）に原番号プラス1000で改番され、増備車と番号を揃えられている。塗装は当時の東武の標準的な車体色である赤茶色であった。
本グループはデハ1103が戦災で被災し、一旦原番号で復旧されたものの、1951年（昭和26年）に施行された大改番に際しては別形式（モハ5460形）となり、残り5両についてはデハはモハ5440形、クハはクハ400形にそれぞれ改称された。
| 竣功時        | 改番            | 大改番                        | 備考       |
| デハ101・102  | デハ1101・1102  | モハ5440・5441                |            |
| デハ103       | デハ1103        | モハ5460                      | 戦災復旧車 |
| クハ101 - 103 | クハ1101 - 1103 | クハ400 - 402（いずれも初代） |            |

### デハ11形・クハ11形
- デハ1104 - 1106
- クハ1104 - 1106

1937年（昭和12年）に増備されたグループ。10形グループ同様、デハは日本車輌製造製、クハは汽車製造製である。基本的な仕様に変化はないが、ボギーセンター間隔が10形グループの11,700mmから12,000mmに変化し、その分全長も18,652mmと300mm延長されている。また、本グループからはクハの売店が省略されて座席になり、車体色もチョコレート色となるなどの変更点があるほか、前照灯が一般的な取り付け型から砲弾型のケースに変更され、より洗練された印象を与えるものとなった。
本グループはクハ1106が戦災で被災し、同車も一旦原番号で復旧されたものの、大改番に際しては別形式（クハ350形）となり、残り5両についてはデハはモハ5440形に、クハはクハ400形にそれぞれ区分された。
| 竣功時          | 大改番          | 備考       |
| デハ1104 - 1106 | モハ5442 - 5444 |            |
| クハ1104 - 1105 | クハ403 - 404   |            |
| クハ1106        | クハ350（初代） | 戦災復旧車 |

### デハ12形・クハ12形
- デハ1107 - 1108
- クハ1107 - 1108

1939年（昭和14年）から1940年（昭和15年）にかけて新製された。本グループはデハ・クハともに日本車輌製造製である。11形グループとほぼ同一の仕様であったが、特殊字体の切り文字車番表記を止め、従来車と同じくペンキ書きでの表記に改められた。なお、クハ2両は事故で被災した従来車の復旧名義で新製されているため、書類上の製造年月と実際のそれは異なっている。
本グループはクハ1107が戦災で被災し、クハ11形クハ1106と同様の経緯で別形式（クハ350形）となり、残る3両についてはデハはモハ5440形に、クハはクハ400形にそれぞれ区分された。
| 竣功時          | 大改番          | 備考       |
| デハ1107 - 1108 | モハ5445 - 5446 |            |
| クハ1107        | クハ351（初代） | 戦災復旧車 |
| クハ1108        | クハ405         |            |

### デハ1201形
- デハ1201 - 1208

1942年（昭和17年）に全8両が日本車輌製造で新製された。基本仕様や主要寸法は11形・12形グループに準じるが、車内はロングシート仕様となり、太平洋戦争が激化しつつあった時代背景を反映してか、車内の各部造作が簡素化されたものとなっている。窓配置は12D8D2dに変わり、扉間だけではなく車端側にも車体裾切り込みが設けられたのが外観上の特徴である。
本グループはデハ1203が戦災で被災し、デハ10形デハ1103と同様の経緯で別形式（モハ5460形）となり、その他7両はモハ5450形と改称された。
| 竣功時                       | 大改番          | 備考       |
| デハ1201 - 1202・1204 - 1208 | モハ5450 - 5456 |            |
| デハ1203                     | モハ5461        | 戦災復旧車 |

### クハ1201形
- クハ1201 - 1205

商工省統制規格型車両として1944年（昭和19年）に汽車製造で新製されたが、実際の入線は1945年（昭和20年）にずれこみ、戦後初の新製車として登場した。車内はロングシートで、基本的な仕様はデハ1201形に準じるが、全長が18,830mmとわずかに長く、連結面寄りの側窓が1枚多い。窓配置は4D8D2d。また、妻面は工作簡易化の観点から平妻とされた。片隅型右側運転台を持つ片運転台車であるが、便所が連結面側ではなく運転台の通路を挟んで左側に設けられている点が他グループのクハと異なる。
大改番に際しては全車クハ410形（初代）と改称された。
クハ1201形 改番一覧
- クハ1201 - 1205 → クハ410 - 414（クハ411・412は初代）

こうして16両のクロスシート車が出揃い、専ら特急列車運用に使われていたが、太平洋戦争の激化に伴い、1942年（昭和17年）に特急列車の運転が中止されたため、全車ロングシート化された上で一般車と混用されるようになった。この状態で終戦を迎えることとなる。
なお、戦後間もなくデハは2基搭載していたパンタグラフのうち1基を全車撤去された。また、砲弾型前照灯は保守性に難があったため、こちらも1947年（昭和22年）頃までに取り付け型の前照灯と交換されている。

## 戦後

### 特急列車の復活
戦後の日光方面への特急列車は、1948年（昭和23年）6月に運行を開始した進駐軍専用列車という形で復活した。それ以前から本系列のうち、デハ1105 - 1108が進駐軍専用車両として供出させられていたが、これらのうち2両で国鉄より借入した客車2両を挟む形で運行されたものである。当初は軍関係者以外の乗車はできなかったが、同年8月には一般客にも開放されるようになった。
その後、1949年（昭和24年）までにデハ1104 - 1108・クハ1101 - 1104・1108の10両が、日本車輌製造東京支店の整備によりクリームと茶色のツートンカラーに変更の上クロスシート装備の特急用車両として復活し、本格的に特急列車の運行が再開されている。

### 大改番後の各形式概要
前述のように、本系列は大改番によって以下の6形式に区分された。なおこの際、10形・11形の特徴であった特殊字体の切り文字車番表記は廃された。以下、形式ごとに概要を述べる。

#### モハ5440形
モハ5440 - 5446
旧デハ10・11・12形に属し、戦災を免れた7両が本形式に統合された。このうちモハ5442 - 5446は特急用車両であった。

#### モハ5450形
モハ5450 - 5456
旧デハ1201形に属し、戦災を免れた7両が本形式に区分された。

#### モハ5460形
モハ5460・5461
デハの戦災復旧車2両が本形式に統合された。モハ5460は旧デハ11形（デハ1103）、モハ5461は旧デハ1201形（デハ1203）と出自が異なるため主要寸法や窓配置が異なる。復旧時に片運転台化、前面非貫通化・全室運転室化および運転台の中央移設、乗務員扉の増設が行われている。車内はロングシート。

#### クハ350形（初代）
クハ350・351（いずれも初代）
クハの戦災復旧車2両が本形式に統合された。こちらは旧クハ11形（クハ1106）および旧クハ12形（クハ1107）が出自であるため、外観は同一であった。本形式も復旧時に前面非貫通化・全室運転室化および運転台の中央移設、乗務員扉の増設が行われている。

#### クハ400形
クハ400 - 405（クハ400 - 402は初代）
旧クハ10・11・12形に属し、戦災に遭わなかった6両が本形式に統合された。このうちクハ400 - 403・405は特急用車両であった。

#### クハ410形（初代）
クハ410 - 414（クハ411・412は初代）
旧クハ1201形を改番したグループである。

### モハ5310形・クハ350形の誕生
大改番直後の1951年（昭和26年）、モハ5440形のうち特急用車両として整備されていたモハ5442 - 5446について、走行性能向上のためモハ5300形との間で制御器・主電動機の振り替えが行われた。これにより主電動機がTDK-528/9-HMに換装され、制御器もCS5に変わったことから、対象となった車両はモハ5310形と改称された。同時に車端部のロングシート部分についてもクロスシート化され、クハと車内設備が統一された。
また、連結相手であるクハ400 - 403・405についても主幹制御器の交換、及び台車の交換が行われ、クハ350形（2代）と改称された。この際クハ350・351（いずれも初代）はクハ332・333（いずれも2代）と改番された後、1952年（昭和27年）には主幹制御器の交換を行いクハ401・402（いずれも2代）と改称し、クハ400形に編入された。同時にクハ400形中、改造対象から外れたクハ404をクハ400（2代）に改番し、番号を揃えている。
| 旧番                                      | 改番（1951年）                     | 改番（1952年） |
| モハ5442 - 5446                           | モハ5310 - 5314                    |                |
| クハ400 - 403・405（クハ400 - 402は初代） | クハ350 - 354（クハ350・351は2代） |                |
| クハ404                                   |                                    | クハ400（2代） |
| クハ350（初代）                           | クハ332（2代）                     | クハ401（2代） |
| クハ351（初代）                           | クハ333（2代）                     | クハ402（2代） |

### クハ410形の電動車化（モハ5410形）
1949年（昭和24年）から1951年（昭和26年）にかけて木造車鋼体化車両（サハ80形およびクハ500形）が大量に増備された。これにより電動車に不足が生じ、在籍していたクハの中から比較的電装が容易であったクハ410形（初代）が選ばれて、1951年（昭和26年）に電動車化改造が行われた。
- クハ410 - 414 → モハ5410 - 5414

改造後はモハ5410形と改称された。主要機器はモハ5440形・5450形に準じているが、クハ当時同様、片運転台仕様のままとされたため、当時の東武では珍しい片運転台のモハとなった。なお、パンタグラフは連結面寄りに設置されている。

## その後のモハ5310形・クハ350形の変遷

### フライング東上号・東武本線急行への転用
特急用車両として使用されていたモハ5310形・クハ350形であるが、5700系登場に伴い、徐々に第一線から退くこととなる。
まず1952年（昭和26年）にモハ5313・5314およびクハ353・354の4両が東上線に転属し、青地に黄色帯へ塗装変更の上特急「フライング東上」号として使用された。なお、フライング東上号用車両としては1950年（昭和25年）にモハ5451・5454が室内を改装した上で投入されており、この4両はその代替車という位置付けであった。
残る車両についても1953年（昭和28年）までに有料急行用車両に格下げされ、特急運用から撤退した。ただし、モハ5312-クハ352のみは予備車として特急用車両当時のままの仕様で残存しており、1953年（昭和28年）に同編成を使用して8月から宇都宮線有料急行を新設、当時の伊勢崎線には急行料金設定が無かったため、これを新規制定した上で宇都宮線に遅れること2ヵ月の同年10月、伊勢崎線にも有料急行列車を新設した。
この伊勢崎線急行は好評を博し、1962年（昭和37年）に東上線に転属していた4両を再転属させ、さらに1966年（昭和41年）には一旦格下げされていたモハ5310-クハ350を再整備・格上げして順次増発され、特急用車両から格下げされて同列車に充当されていた5700系とともに主力として活躍を続けた。
この間、以下のような各種改造が順次施工されている。
- 室内灯の蛍光灯化[注釈 10]
- McTc固定編成化・貫通幌新設、モハの連結面側運転台・便所の撤去、反対側運転台の全室化・乗務員扉増設[注釈 10]
- 外板の張替え[注釈 11]、室内の鋼板張り化、客用窓のアルミサッシ化、日除けのサランカーテン化、床のリノリウム張り化[注釈 12]

上記固定編成化によって、それまでまちまちであったモハとクハの組み合わせが末尾同番号同士の車両の組み合わせで固定され、以降の各種改造は編成単位で行われるようになった。

### 一般車へ格下げ
好評を博した伊勢崎線急行ではあったが、1720系が主力となっていた日光線の特急列車と比較すると、有料列車としてはあらゆる面で見劣りするきらいは否めなかった。そのため、1969年（昭和44年）から伊勢崎線急行用車両として1800系を新製し、従来車と置き換えることとなった。
急行運用から撤退した後、5700系は快速運用・波動輸送用途に転用されたが、モハ5310形・クハ350形については1970年（昭和45年）に一般車化改造が施工された。
東武の戦前製旧型車では唯一となる4両固定編成化が行われたほか、それに伴う一部車両の運転室完全撤去・先頭車となる車両の運転台左側移設・3扉化・車内ロングシート化・便所撤去等、改造内容は多岐にわたっており、塗装も当時の一般車の標準色であるロイヤルベージュとインターナショナルオレンジの2色塗りに変更され、窓配置はd1D4D4D2と大幅に改められ、前面形状とお椀型ベンチレータを除いて原形はほぼ失われてしまった。
なお、3扉化に際しては車端部の窓がこれまでは1・1のように間隔が開いていたものを、間柱を客用扉間の側窓部分と同じ太さに縮小し、車端部寄りの窓を車体中央寄りに移設し間隔を詰めたため、連結面との隅柱部分が窓1つ分近く太くなっているという異様な形態となっていた。
4両固定編成化以降の編成
- モハ5310-サハ354-モハ5314-クハ350
- モハ5312-サハ353-モハ5313-クハ352

これら2編成は当初伊勢崎線に配属されたが、あまり使用されることなく短期間で野田線へ転属している。また、急行用車両としての格上げ改造を受けずじまいであったモハ5311-クハ351については同時期にローカル運用に転用され、栃木地区で使用された。格下げ改造を受けた元急行用編成とは異なり、3扉化や各種近代化改造は施工されなかったため、原形を保った姿で余生を送った。

## その他の形式の変遷
この項では前述モハ5310形・クハ350形に関する項目以外の変遷、及び施工された各種改造について述べる。

### モハの片運転台化
輸送力増強に伴う長大編成化の進捗により、1960年（昭和35年）から1961年（昭和36年）にかけて両運転台モハの片側の運転台を撤去する工事が全車を対象に施工された。同時に反対側運転台の全室構造化・乗務員扉増設も行われ、元々片運転台構造であるクハについても運転台の全室構造化・乗務員扉増設が施工された。また、モハ・クハともに前後妻面に貫通幌・幌受けが新設され、連結相手と幌で結ぶ半固定編成化が行われた。

### 戦災復旧車の車体新製
前述のように本系列は4両の戦災復旧車が存在するが、いずれも焼けた鋼体を叩き直す形で復旧工事が行われたものであった。そのうちクハ401・402（いずれも2代）については状態が悪かったことから、1960年（昭和35年）に津覇車輌で車体を新製し載せ替えられた。新車体はほぼ原形通りの形態ながら、前面貫通構造のノーリベット車体で、車体裾の切り込みも無くなった。窓配置はd1D10D3と車端部寄りの側窓が1枚増えている。
この2両については後述のように翌年電装化が施工されたため、新車体でクハとして使用されていた時期は1年に満たなかった。

### クハ400形の電装
旧型車の荷電化改造による電動車の不足を補う目的で、上記車体新製車の電動車化改造が1961年（昭和36年）に施工された。電装品についてはモハ5310形と同一とされ、制御器はCS5、主電動機は東洋製TDK528/9-HMを搭載する。電装後はモハ5310形に編入され、モハ5314以降の追番とされた。また、電動車化と同時に車内がクロスシート化されたが、窓割とシートピッチは一致していなかった。
- クハ401・402 → モハ5315・5316

### 事故復旧
モハ5311-クハ351は大師線で運行中の1966年（昭和41年）12月に脱線衝突事故を起こし大破した。復旧に際しては修復不能であったモハ5311の先頭寄りの台車を新製して交換し、同時に車体裾の切り込みもなくなった。

### その他改造
その他、前面窓のHゴム固定化、クロスシート車についてはロングシート化、塗装変更等が順次施工されている。また、保安装置の取り付けに伴い運転室の機器撤去が行われて事実上中間車となった車両も多数存在する。
なお、前照灯のシールドビーム2灯化についてはモハ5310形・クハ350形のみ施工され、後述更新時期の関係から54系（モハ5410形・5440形・5450形・5460形）およびそれらと編成を組むクハについては施工されなかった。

## 晩年
優等列車用車両として華々しく登場した本系列も、晩年は専らローカル運用に就いた。しかし車齢35年近くを経過して各部の老朽化が目立ち始め、新型車両と比較すると接客面での陳腐化が著しかったことから、1971年（昭和46年）より54系の3050系への更新が開始された。54系更新が完了した1974年（昭和49年）からは、モハ5310形・クハ350形についても5000系（初代・後の3070系）へ更新が開始されて1975年（昭和50年）に全車更新を完了し、本系列は形式消滅した。
不要となった旧車体については大半が解体処分されたが、モハ5451の車体のみはサヤ8000形（サヤ8001号）として再用された。

### サヤ8000形
サイリスタチョッパ制御の試験のため、更新により不要となったモハ5451の車体を流用して登場した試験用車両である。改造にあたり、パンタグラフを1基（KH137形）を2基（PT-42形）に増設したほか、台車は更新に際して供出していたため、予備品の住友金属製釣り合い梁式台車KS31L（主電動機なし）を装備した。ブレーキ装置は自動空気ブレーキ（AMM）から8000系と同じ電磁直通ブレーキ（HSC-D）に改造され、ブレーキシリンダは車体取り付けから台車取り付けに変更した。
外観はほとんどモハ5451当時の姿を保っていたが、床下にはチョッパ制御機器が搭載され、車内は座席や運転室機器など内装を撤去して、床下に収まり切らなかった各種機器が搭載された。なお、形式名が示すとおり主電動機及び運転台機器は搭載されておらず、8000系8124編成の中間に当車を組み込み、同編成の電動車（モハ8224-モハ8324）の主電動機を当車のサイリスタチョッパ制御装置（日立製作所製）で制御する方式で試験が行われた。
- クハ8124-モハ8224+サヤ8001+モハ8324-クハ8424

試験目的はチョッパ制御による誘導障害の影響と車両設計上の基礎資料を取得するためであった。1974年（昭和49年）5月から東上線で各種試験が行われたが、試験終了後の同年末に廃車解体された。

## 車歴
| 形式              | 竣功時車番 | 改番     | 大改番          | 機器換装に伴う改番 | 機器換装に伴う改番 | 電動車化 | 更新     | 更新年月   | 備考                                 |
| デハ10形 クハ10形 | デハ101    | デハ1101 | モハ5440        |                    |                    |          | モハ3153 | 1971年8月  |                                      |
| デハ10形 クハ10形 | デハ102    | デハ1102 | モハ5441        |                    |                    |          | モハ3156 | 1971年9月  |                                      |
| デハ10形 クハ10形 | デハ103    | デハ1103 | モハ5460        |                    |                    |          | モハ3558 | 1972年8月  | 戦災復旧車                           |
| デハ10形 クハ10形 | クハ101    | クハ1101 | クハ400（初代） | クハ350（2代）     |                    |          | サハ5205 | 1975年5月  | 元特急車                             |
| デハ10形 クハ10形 | クハ102    | クハ1102 | クハ401（初代） | クハ351（2代）     |                    |          | クハ5605 | 1974年5月  | 元特急車                             |
| デハ10形 クハ10形 | クハ103    | クハ1103 | クハ402（初代） | クハ352            |                    |          | クハ5405 | 1975年1月  | 元特急車                             |
| デハ11形 クハ11形 | デハ1104   |          | モハ5442        | モハ5310           |                    |          | モハ5304 | 1975年4月  | 元特急車                             |
| デハ11形 クハ11形 | デハ1105   |          | モハ5443        | モハ5311           |                    |          | モハ5505 | 1974年5月  | 元特急車                             |
| デハ11形 クハ11形 | デハ1106   |          | モハ5444        | モハ5312           |                    |          | モハ5104 | 1974年12月 | 元特急車                             |
| デハ11形 クハ11形 | クハ1104   |          | クハ403         | クハ353            |                    |          | クハ5404 | 1974年12月 | 元特急車。1970.11中間車化（サハ353） |
| デハ11形 クハ11形 | クハ1105   |          | クハ404         |                    | クハ400（2代）     |          | クハ3663 | 1973年12月 |                                      |
| デハ11形 クハ11形 | クハ1106   |          | クハ350（初代） | クハ332（2代）     | クハ401（2代）     | モハ5315 | モハ5101 | 1974年6月  | 戦災復旧車。1960.9車体新製           |
| デハ12形 クハ12形 | デハ1107   |          | モハ5445        | モハ5313           |                    |          | モハ5105 | 1975年1月  | 元特急車。1970.11中間車化            |
| デハ12形 クハ12形 | デハ1108   |          | モハ5446        | モハ5314           |                    |          | モハ5305 | 1975年5月  | 元特急車。1970.6中間車化             |
| デハ12形 クハ12形 | クハ1107   |          | クハ351（初代） | クハ333（2代）     | クハ402（2代）     | モハ5316 | モハ5504 | 1974年4月  | 戦災復旧車。1960.5車体新製           |
| デハ12形 クハ12形 | クハ1108   |          | クハ405         | クハ354            |                    |          | サハ5204 | 1975年4月  | 元特急車。1970.6中間車化（サハ354）  |
| デハ1201形        | デハ1201   |          | モハ5450        |                    |                    |          | モハ3563 | 1973年12月 |                                      |
| デハ1201形        | デハ1202   |          | モハ5451        |                    |                    |          | モハ3562 | 1973年11月 | 更新後旧車体をサヤ8000形として再用   |
| デハ1201形        | デハ1203   |          | モハ5461        |                    |                    |          | モハ3357 | 1973年4月  | 戦災復旧車                           |
| デハ1201形        | デハ1204   |          | モハ5452        |                    |                    |          | モハ3557 | 1972年7月  |                                      |
| デハ1201形        | デハ1205   |          | モハ5453        |                    |                    |          | モハ3157 | 1971年7月  |                                      |
| デハ1201形        | デハ1206   |          | モハ5454        |                    |                    |          | モハ3561 | 1973年7月  |                                      |
| デハ1201形        | デハ1207   |          | モハ5455        |                    |                    |          | モハ3159 | 1971年11月 |                                      |
| デハ1201形        | デハ1208   |          | モハ5456        |                    |                    |          | モハ3358 | 1973年5月  |                                      |
| クハ1201形        | クハ1201   |          | クハ410         |                    |                    | モハ5410 | モハ3155 | 1971年6月  |                                      |
| クハ1201形        | クハ1202   |          | クハ411（初代） |                    |                    | モハ5411 | モハ3552 | 1972年2月  |                                      |
| クハ1201形        | クハ1203   |          | クハ412（初代） |                    |                    | モハ5412 | モハ3551 | 1972年1月  |                                      |
| クハ1201形        | クハ1204   |          | クハ413         |                    |                    | モハ5413 | モハ3158 | 1971年10月 |                                      |
| クハ1201形        | クハ1205   |          | クハ414         |                    |                    | モハ5414 | モハ3553 | 1972年3月  |                                      |

更新後5000番台（5000系・初代）を称した車両は、1979年（昭和53年）4月1日付で3070番台（3070系）へ一斉改番。